# 불임
불임(不姙·不妊, infertility)은 피임을 하지 않고 정상적으로 성생활을 하면서 1년 내에 임신이 되지 않는 경우로 정의하고 있고, 2005년 이후 임신의 절대적 상실이나 부재 대신, 임신이 잘 되지 않는 상태 혹은 임신을 방해하는 요소를 치료 및 시술을 통해 얼마든지 임신이 가능하다는 뜻을 내포하고 있는 상태를 난임(難妊·難姙, subfertility, infertility)으로 2012년 모자보건법에서 바꿔 표기하게 되었다. 2011년에는 35세 이상 여성에서는 6개월간 임신이 이루어지지 않은 경우를 명시하며 진료가 필요하다고 보고 있다.

## 원인

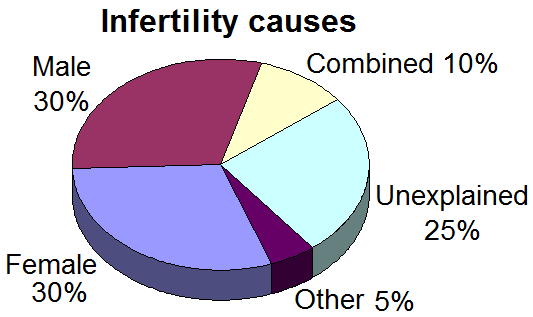
불임의 원인: 2009년 데이터 (UK)

불임의 원인은 남녀 비율이 비슷하게 나타나며 이를테면 다음과 같은 원인이 있다.

### 여성 불임
- 자궁내막증
- 배란장애
- 난관수종 (난관의 끝이 막혀서 물집이 형성된 경우) 및 유착 등의 이상
- 자궁내막염
- 자궁근종
- 면역학적 이상
- 기혈허약
- 신허
- 간울
- 습담
- 어혈
- 나팔관 수술

### 남성 불임
- 정자의 운동성 저하
- 정자 숫자 부족
- 정자 형태의 기형
- 정계정맥류
- 성기능 장애
- 무정자증
- 정관 수술

## 같이 보기
- 불임수술
- 시험관 아기
- 피임